# Youthful Folly (film fra 1920)
Youthful Folly er en amerikansk stumfilm fra 1920 af Alan Crosland.

## Medvirkende
- Olive Thomas som Nancy Sherwin
- Crauford Kent som David Montgomery
- Helen Gill som Lola Ainsley
- Hugh Huntley som Jimsy Blake
- Charles Craig som Reverend Bluebottle
- Howard Truesdale som Jonathan Ainsley
- Florida Kingsley som Martha
- Eugenie Woodward som Jenny
- Pauline Dempsey